# 샘 맥다니엘

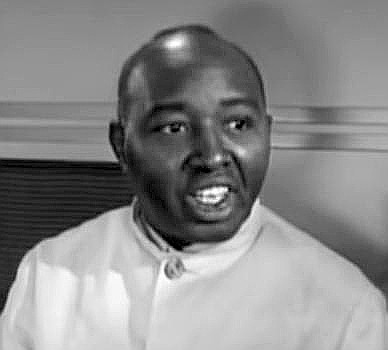

샘 맥다니엘(Sam McDaniel, 1886년 1월 28일 ~ 1962년 9월 24일)은 미국의 배우, 텔레비전 배우이다.
위치토에서 태어났으며 우들랜드힐스에서 사망하였다. 사인은 암이다.

## 영화
- 허클베리 핀의 모험 (1960년)
- 세인트 루이스 블루스 (1958년)
- 파티 걸 (1958년)
- 굿모닝 미스 도브 (1955년)
- 피터라 불리는 사나이 (1955년)
- 대통령의 여인 (1953년)
- 썸딩 포 더 버즈 (1952년)
- 기브 미 리가드 투 브로드웨이 (1948년)
- 리빙 인 어 빅 웨이 (1947년)
- 아이 원더 후즈 키싱 허 나우 (1947년)
- 위드아웃 레저베이션스 (1946년) - 프레디 - 클럽 카 웨이터 역
- 쉬 우든트 세이 예스 (1945년)
- 홈 인 인디아나 (1944년)
- 위험한 실험 (1944년)
- 이중 배상 (1944년)
- 드라큐라의 아들 (1943년)
- 멘 오브 텍사스 (1942년)
- 인 디스 아워 라이프 (1942년)
- 루이지아나 퍼처스 (1941년)
- 그레이트 아메리칸 브로드캐스트 (1941년)
- 대단한 거짓말 (1941년)
- 블루스의 탄생 (1941년)
- 버지니아 시티 (1940년) - 샘 무어 - 블랙 드라이버 역
- 투 매니 허즈번드 (1940년)
- 굿바이 마이 라이프 (1937년)
- 하층민(영어판) (1936년)
- 푸어 리틀 리치 걸 (1936년)
- 싱, 베이비, 싱 (1936년)
- 리듬 온 더 레인지 (1936년)
- 조지 화이트의 1935 스캔달 (1935년)
- 트웬티 밀리언 스윗하트 (1934년)
- 키드 밀리언스 (1934년)
- 패션스 오브 1934 (1934년)
- 레몬 드롭 키드 (1934년)
- 더 치프 (1933년)
- 고잉 헐리우드 (1933년)
- 홀드 유어 맨 (1933년)
- 배니싱 프론티어 (1932년)
- 공공의 적 (1931년)